# Sarcohyla
Genre
Sarcohyla est un genre d'amphibiens de la famille des Hylidae.

## Liste des espèces
Selon Amphibian Species of the World (9 juin 2017) :
- Sarcohyla ameibothalame (Canseco-Márquez, Mendelson, & Gutiérrez-Mayén, 2002)
- Sarcohyla arborescandens (Taylor, 1939)
- Sarcohyla bistincta (Cope, 1877)
- Sarcohyla calthula (Ustach, Mendelson, McDiarmid, & Campbell, 2000)
- Sarcohyla calvicollina (Toal, 1994)
- Sarcohyla celata (Toal & Mendelson, 1995)
- Sarcohyla cembra (Caldwell, 1974)
- Sarcohyla charadricola (Duellman, 1964)
- Sarcohyla chryses (Adler, 1965)
- Sarcohyla crassa (Brocchi, 1877)
- Sarcohyla cyanomma (Caldwell, 1974)
- Sarcohyla cyclada (Campbell & Duellman, 2000)
- Sarcohyla ephemera (Meik, Canseco-Márquez, Smith, & Campbell, 2005)
- Sarcohyla hazelae (Taylor, 1940)
- Sarcohyla labedactyla (Mendelson & Toal, 1996)
- Sarcohyla miahuatlanensis (Meik, Smith, Canseco-Márquez, & Campbell, 2006)
- Sarcohyla mykter (Adler & Dennis, 1972)
- Sarcohyla pachyderma (Taylor, 1942)
- Sarcohyla pentheter (Adler, 1965)
- Sarcohyla psarosema (Campbell & Duellman, 2000)
- Sarcohyla robertsorum (Taylor, 1940)
- Sarcohyla sabrina (Caldwell, 1974)
- Sarcohyla siopela (Duellman, 1968)
- Sarcohyla thorectes (Adler, 1965)